# Ribademar
Ribademar (en gallego y oficialmente Riba de Mar) es una aldea situada en la parroquia de Tarás en el municipio de Outes, provincia de La Coruña, Galicia, España. 
En 2021 tenía una población de 63 habitantes (29 hombres y 34 mujeres). Está situada a 30 metros sobre el nivel del mar a 2,7 km de la capital municipal. Las localidades más cercanas son Seilán y Tarás.